# Mohan Patel
Mohan Magan Patel  (ur. 11 listopada 1952 w Auckland) – nowozelandzki hokeista na trawie. Złoty medalista olimpijski z Montrealu.
Zawody w 1976 były jego jedynymi igrzyskami olimpijskimi. W turnieju zagrał w jednym spotkaniu (z Pakistanem), które dało mu tytuł mistrza olimpijskiego.
Jego brat Ramesh Patel również był hokeistą na trawie, trzykrotnym olimpijczykiem, w tym złotym medalistą w 1976.